# Celosterna fasciculata
Celosterna fasciculata là một loài bọ cánh cứng trong họ Cerambycidae.